# Una sola verità
Una sola verità (Nothing but the Truth) è un film del 2008 scritto e diretto da Rod Lurie.

## Trama
La giornalista Rachel Armstrong ha tra le mani uno scoop: uno scandalo in cui è coinvolto il governo, insieme alla Cia, un agente della quale (sotto copertura) viene svelato. La pubblicazione dell'articolo mette sottosopra Washington, che incarica un funzionario del governo di scoprire quali siano le fonti della giornalista, che tuttavia rifiuta di divulgarle, finendo in carcere.

## Distribuzione
Il film è stato distribuito negli Stati Uniti direttamente in DVD nell'aprile 2009. In Italia il film viene distribuito nelle sale cinematografiche nell'agosto 2015 dalla Notorious Pictures.